# Katharina Lorenz

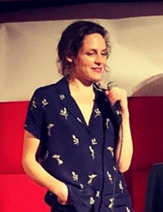
Katharina Lorenz, 2019

Katharina Lorenz (* 19. Dezember 1978 in Leverkusen) ist eine deutsche Schauspielerin.

## Leben und Werk
Ihre Schauspielkarriere begann Katharina Lorenz am Jungen Theater Leverkusen. Zudem nahm sie von Kindheit an Ballett- und Tanzunterricht. Nach ihrem Schauspielstudium von 1999 bis 2002 an der Otto-Falckenberg-Schule in München erhielt sie ein Engagement bei den Münchner Kammerspielen. In dieser Zeit stand sie auch zum ersten Mal in Was ihr wollt von William Shakespeare auf der Bühne. Nach drei Jahren wechselte Katharina Lorenz als festes Mitglied an das Schauspiel Hannover, wo sie in ihren Hauptrollen, wie als Viola in Was Ihr wollt, überwiegend positive bis sehr gute Einzelkritiken bekam.
Neben ihren Auftritten in Hannover übernahm sie Gastrollen an anderen Theatern (u. a. Deutsches Theater Berlin) und spielte in Kinofilmen wie Keine Lieder über Liebe. Mit Drei Schwestern von Anton Tschechow nahm Lorenz in der Rolle der Mascha am Berliner Theatertreffen teil. Im Jahr 2006 wurde Katharina Lorenz von der Zeitschrift Theater heute zur besten Nachwuchsschauspielerin gewählt. Seit der Spielzeit 2008/2009 ist Lorenz am Burgtheater Wien engagiert, wo sie unter anderem die Margarete (Gretchen) in der Faust-Inszenierung des Burgtheater-Direktors Matthias Hartmann an der Seite von Gert Voss und Tobias Moretti spielte.
Neben ihrer Tätigkeit am Theater trat Katharina Lorenz auch in einigen Fernsehfilmen auf, die sich häufig durch prominente Besetzung auszeichneten. In dem Drama Du gehörst mir (ZDF) spielt sie neben Tobias Moretti die Rolle der Journalistin und Ehefrau Melanie. Im Kinofilm Kammerflimmern spielte sie an der Seite von Ulrich Noethen, Bibiana Beglau und Rosel Zech. Als Sara Stein, Berliner Kriminalkommissarin mit jüdischen Wurzeln, ist Lorenz in der Hauptrolle der ARD-Reihe Der Tel-Aviv-Krimi zu sehen. Die Erstsendung der Pilotfolge Tod in Berlin im ARD-Hauptabendprogramm war am 3. März 2016.
Katharina ist Enkelin des Leverkusener Künstlers Kurt Lorenz, ihr Vater ist der Musiker und Maler Peter Lorenz.

## Theater (Auswahl)

### Schauspiel Hannover
- 2003: Mamma Medea von Tom Lanoye, Absyrtos, Kreusa, Regie: Sebastian Nübling
- 2003: Ich habe einfach Glück von Alexa Hennig von Lange, Lelle, Regie: Inga Helfrich, Stefan Otteni
- 2003: Peer Gynt von Henrik Ibsen, Solveig, Amerikaner u. a., Regie: Johann Kresnik
- 2004: Sommergäste von Maxim Gorki, Julija, Regie: Anselm Weber
- 2004: Was ihr wollt von William Shakespeare, Viola, Regie: Sebastian Nübling
- 2005: Don Carlos von Friedrich Schiller, Elisabeth von Valois, Regie: Wilfried Minks
- 2006: Drei Schwestern von Anton Tschechow, Mascha, Regie: Jürgen Gosch
- 2006: Trauer muss Elektra tragen von Eugene O’Neill, Lavinia, Regie: Wilfried Minks
- 2007: Wie es euch gefällt von William Shakespeare, Rosalinde, Regie: Jürgen Gosch

### Düsseldorfer Schauspielhaus
- 2007: Was ihr wollt von William Shakespeare, Viola, Regie: Jürgen Gosch

### Burgtheater Wien
- 2008: Wer hat Angst vor Virginia Woolf? von Edward Albee, Putzi, Regie: Jan Bosse
- 2009: Trilogie des Wiedersehens von Botho Strauß, Johanna, Regie: Stefan Bachmann
- 2009: Faust von Johann Wolfgang von Goethe, Gretchen, Regie: Matthias Hartmann
- 2010: Othello von William Shakespeare, Desdemona, Regie: Jan Bosse
- 2010: Die Jüdin von Toledo von Franz Grillparzer, Esther, Regie: Stephan Kimmig
- 2010: Was ihr wollt von William Shakespeare, Viola, Regie: Matthias Hartmann
- 2011: Das weite Land von Arthur Schnitzler, Erna, Regie: Alvis Hermanis
- 2011: Der ideale Mann (Ein idealer Gatte) von Oscar Wilde und Elfriede Jelinek, Lady Chiltern, Regie: Barbara Frey
- 2012: Endstation Sehnsucht von Tennessee Williams, Stella, Regie: Dieter Giesing
- 2013: Liliom von Franz Molnár, Julie, Regie: Barbara Frey

## Filmografie (Auswahl)
- 2004: Kammerflimmern
- 2005: Keine Lieder über Liebe
- 2006: Geisterstunde
- 2007: Für den unbekannten Hund
- 2007: Du gehörst mir (Fernsehfilm)
- 2007: Rückkehr der Störche (Návrat bocianov)
- 2008: Tatort – Wolfsstunde (Fernsehreihe)
- 2008: Großstadtrevier – Al dente (Fernsehserie)
- 2008: Marie Brand und die tödliche Gier (Fernsehreihe)
- 2009: Was glücklich macht (Fernsehfilm)
- 2009:  Kommissar Stolberg – Am Tag danach (Fernsehserie)
- 2010: Tatort – Familienbande (Fernsehreihe)
- 2010: Das rote Zimmer
- 2011: Der Kardinal
- 2012: Das Ende einer Nacht (Fernsehfilm)
- 2012: Unter anderen Umständen – Spiel mit dem Feuer
- 2013: Sein letztes Rennen
- 2013: Bella Block – Angeklagt (Fernsehreihe)
- 2014: Bornholmer Straße
- 2014: Die Chefin – Zahltag (Fernsehserie)
- 2014: Meine Frau, ihr Traummann und ich
- 2015: Freistatt
- 2015: Ein großer Aufbruch (Fernsehfilm)
- 2015: Der verlorene Bruder (Fernsehfilm)
- 2015: Der Tel-Aviv-Krimi – Tod in Berlin (Fernsehreihe)
- 2016: Lou Andreas-Salomé
- 2016: Kästner und der kleine Dienstag
- 2016–2017: Der Tel-Aviv-Krimi (Fernsehserie, vier Folgen)
- 2017: Life Guidance
- 2017: Der Tod und das Mädchen – Van Leeuwens dritter Fall
- 2019: Das Ende der Wahrheit
- 2020: Erzgebirgskrimi – Tödlicher Akkord
- 2020: Die Toten vom Bodensee – Der Wegspuk
- 2021: Mord in der Familie – Der Zauberwürfel
- 2022: Corsage

## Hörspiele
- 2013: Lena Kazian: LiebesFett – Regie: Alice Elstner (ORF)